# Johannes Eggestein
Johannes Eggestein (* 8. Mai 1998 in Hannover) ist ein deutscher Fußballspieler. Der Stürmer steht beim FK Austria Wien unter Vertrag. Er ist der jüngere Bruder von Maximilian Eggestein.

## Karriere

### Verein
Eggestein erlernte das Fußballspielen beim TSV Schloß Ricklingen und spielte bis 2013 beim TSV Havelse. Ab 2013 war er bei Werder Bremen aktiv. In drei aufeinanderfolgenden Jugendjahren für Werder wurde er jeweils Torschützenkönig in der B-Junioren bzw. A-Junioren-Bundesliga.
Am 2. Juni 2016 unterschrieb er seinen ersten Profivertrag, der bis 2019 datiert war. Sein Debüt gab er für die U23-Mannschaft am fünften Spieltag (26. August 2016) in der 3. Liga beim 4:2-Sieg gegen den VfL Osnabrück, bei dem er ein Tor erzielte. Sein erstes Pflichtspiel für die erste Mannschaft absolvierte er am 21. August 2016 im DFB-Pokal-Spiel gegen die Sportfreunde Lotte. Dort wurde er in der 62. Minute eingewechselt. Anfang März 2017 zog er sich bei einem DFB-Lehrgang eine Verletzung am Syndesmoseband zu und fiel für den Rest der Saison aus. Bei der 0:2-Niederlage gegen den FC Bayern München am 26. August 2017, dem 2. Spieltag der Saison 2017/18, gab Eggestein für die erste Mannschaft der Bremer sein Debüt in der 1. Bundesliga. Sein erstes Bundesligator schoss er am 7. Spieltag der Saison 2018/19 im Spiel gegen den VfL Wolfsburg, nur drei Minuten nach seiner Einwechslung.
Anfang April 2019 verlängerte Eggestein seinen zum Saisonende auslaufenden Vertrag in Bremen. Nach insgesamt 46 Bundesligaeinsätzen für Werder wurde er im Oktober 2020 nach Österreich an den LASK verliehen. Bis zum Ende der Leihe kam er zu 28 Einsätzen in der Bundesliga für die Oberösterreicher, in denen er zwölf Tore erzielte.
Zur Saison 2021/22 kehrte Eggestein zunächst zum SV Werder zurück, der während seiner Abwesenheit in die 2. Bundesliga abgestiegen war. Er kam am 1. Spieltag unter Markus Anfang zu einem Kurzeinsatz und wechselte nach dem 2. Spieltag zum belgischen Erstligisten Royal Antwerpen, bei dem er einen bis Juni 2024 laufenden Vertrag erhielt. Eggestein konnte sich bei den Antwerpenern nicht durchsetzen und stand bei seinen 18 Einsätzen in der Liga bei 38 möglichen Spielen in keinem Spiel in der Anfangself. Freilich kam er genau wie beim LASK zu Einsätzen im Europapokalwettbewerb und spielte mit Royal Antwerpen in der UEFA Europa League, wo die Belgier nach der Gruppenphase ausschieden. In den Play-offs sowie in den Gruppenspielen absolvierte Eggestein insgesamt sechs Einsätze. Hinzu kam ein Spiel im belgischen Pokal. Tore schoss er in keinem Wettbewerb.
Nach nur einem Jahr im belgischen Fußball folgte die Rückkehr nach Deutschland, wo er sich dem FC St. Pauli anschloss. Hier avancierte er unter Trainer Fabian Hürzeler in der Saison 2023/24 mit 27 Startelfeinsätzen zum Stammspieler. Insgesamt gelangen ihm in seinen ersten beiden Jahren in Hamburg in 50 Liga- und sechs Pokalspielen 16 Treffer.
Zur Saison 2025/26 wechselte Eggestein ein zweites Mal nach Österreich und schloss sich dem FK Austria Wien an, bei dem er einen bis 2028 laufenden Vertrag erhielt.

### Nationalmannschaft
Eggestein, der bereits in der deutschen U15-Auswahl und U16-Auswahl gespielt hatte, gab am 10. September 2014 sein Debüt in der U17-Nationalmannschaft. Bei der U17-Europameisterschaft 2015 gehörte er zum Kader der DFB-Auswahl und erreichte mit der Mannschaft das Finale. Dadurch qualifizierte sich die Mannschaft für die U17-Weltmeisterschaft 2015, bei der Eggestein als zweitbester Torschütze mit dem Silbernen Schuh ausgezeichnet wurde. Am 2. September 2016 gab er sein Debüt für die deutsche U19-Nationalmannschaft. Am 1. September 2017 debütierte er zusammen mit seinem Bruder Maximilian für die deutsche U21-Nationalmannschaft und erzielte zwei Minuten nach seiner Einwechslung das Tor zum 1:2-Endstand gegen Ungarn.
2019 war Eggestein Mannschaftskapitän der U21-Nationalmannschaft.

## Titel
Vereine
- Deutscher Zweitligameister und Aufstieg in die Bundesliga: 2024

Individuell
- Torschützenkönig
  - des ÖFB-Cups: 2021
  - der A-Junioren-Bundesliga Nord/Nordost: 2016
  - der B-Junioren-Bundesliga Nord/Nordost: 2014, 2015

## Persönliches
Johannes Eggestein ist der Sohn des ehemaligen Fußballers Karl Eggestein, der für den TSV Havelse u. a. in der Zweiten Bundesliga spielte. Sein älterer Bruder Maximilian spielte gemeinsam mit Johannes bei Werder Bremen und steht aktuell beim SC Freiburg unter Vertrag.